# کارآگاه تصادفی ۲
کارآگاه تصادفی ۲ (انگلیسی: The Accidental Detective 2: In Action؛‏ کره‌ای: 탐정: 리턴즈) فیلم کمدی اکشن محصول سال ۲۰۱۸ کره جنوبی و دنبالهٔ فیلم کارگردان کیم جونگ هون به نام کارآگاه تصادفی (۲۰۱۵) است. این فیلم به کارگردانی لی اون هی و با بازی کوان سانگ وو، سونگ دونگ ایل و لی کوانگ سو است. این فیلم در ۱۳ ژوئن ۲۰۱۸ منتشر شد.

## بازیگران

### اصلی
- کوان سانگ وو در نقش کانگ ده مان
- سونگ دونگ ایل در نقش نو ته سو
- لی کوانگ سو در نقش یو چی

### مکمل
- سو یونگ هی در نقش لی می اوک
- لی ایل هوا در نقش همسر نو ته سو
- چوی دوک مون در نقش کیم جونگ هوان
- نام میونگ ریول در نقش وو وون ایل
- سون دام بی در نقش یون سا هی
- جونگ یون جو در نقش سو هی یون
- اوه هی جون در نقش کیم چه مین
- چوی سونگ وون در نقش جو یونگ چول
- کیم سونگ کیو در نقش لی ده هیون
- پارک سونگ یون در نقش پرستار
- کیم دونگ ووک در نقش کوان چول این (حضور افتخاری)

## بازخورد
این فیلم تعداد ۳٬۰۹۸٬۵۱۸ بلیت و در کل ۲۶,۴۷۹,۴۹۰,۷۷۸ وون فروخت. تعداد تماشاگران این فیلم ۱٫۸ میلیون نفر بوده است.

## تولید
تصویربرداری اصلی در ۸ ژوئن ۲۰۱۷ آغاز شد و در ۱۱ سپتامبر ۲۰۱۷ به پایان رسید.